# Billboard Top Christian Albums
Die Billboard Top Christian Albums sind Musikcharts des Billboard-Magazins für Alben des Genres Christliche Popmusik.

## Geschichte
Vorgänger der Top Christian Albums waren die sogenannten Best Selling Inspirational LPs, die erstmals am 29. März 1980 mit 40 Positionen veröffentlicht wurden. Die Chartspitze wurde damals vom Album Music Machine der Band Candle belegt. Heute umfassen die Charts 50 Platzierungen und setzen sich aus physischen Verkäufen, Downloads und Streaming sowie Downloads der einzelnen Lieder zusammen.

## Statistik und Rekorde

### Dauerbrenner
1. Skillet – Awake (443 Wochen)[3]
2. Hillsong United – Zion (425 Wochen)[4]
3. Lauren Daigle – How Can It Be (397 Wochen)[5]
4. Amy Grant – The Collection (383 Wochen)[6]
5. NF – Mansion (381 Wochen)[7]
6. Chris Tomlin – How Great Is Our God: The Essential Collection (361 Wochen)[8]
7. Elevation Worship – Here as in Heaven (350 Wochen)[9]
8. NF – Therapy Session (342 Wochen)[10]
9. Skillet – Unleashed (327 Wochen)[11]
10. Elvis Presley – Elvis: Ultimate Gospel (313 Wochen)[12]
11. For King & Country – Run Wild. Live Free. Love Strong. (308 Wochen)[13]
12. Zach Williams – Chain Breaker (307 Wochen)[14]
13. Hillsong Worship – Let There Be Light (305 Wochen)[15]
14. Amy Grant – Age to Age (286 Wochen)[16]
15. tobyMac – This Is Not a Test (285 Wochen)[17]
16. Alan Jackson – Precious Memories Collection (282 Wochen)[18]
17. Sandi Patty – More Than Wonderful (257 Wochen)[19]
18. MercyMe – I Can Only Imagine: The Very Best of MercyMe (246 Wochen)[20]
19. Sandi Patty – Hymns Just for You (237 Wochen)[21]
20. Flyleaf – Flyleaf (231 Wochen)[22]
21. Hillsong Worship – There Is More (231 Wochen)[23]
22. MercyMe – Lifer (228 Wochen)[24]
23. Lauren Daigle – Look Up Child (218 Wochen)[25]
24. For King & Country – Burn the Ships (214 Wochen)[26]
25. Tauren Wells – Hills and Valleys (212 Wochen)[27]
26. Casting Crowns – Only Jesus (207 Wochen)[28]
27. Skillet – Comatose (207 Wochen)[29]

### Meiste Wochen auf Platz eins
1. Lauren Daigle – Look Up Child (100 Wochen)[30]
2. Amy Grant – Age to Age (85 Wochen)[16][31]
3. Sandi Patty – Morning Like This (68 Wochen)[32]
4. Amy Grant – Straight Ahead (61 Wochen)[33]
5. Kanye West – Donda (55 Wochen)[34]

### Künstler mit den meisten platzierten Alben
1. Amy Grant (38)[35]
2. Michael W. Smith (38)[36]
3. Gaither Vocal Band (36)[37]
4. Hillsong Worship (31)[38]
5. Sandi Patty (29)[39]
6. Steven Curtis Chapman (27)[40]
7. Newsboys (26)[41]
8. Shane & Shane (22)[42]
9. Passion (21)[43]
10. Needtobreathe (20)[44]
11. Bethel Music (19)[45]
12. Casting Crowns (19)[46]
13. Chris Tomlin (19)[47]
14. tobyMac (19)[48]
15. Third Day (18)[49]
16. Elevation Worship (17)[50]
17. Jeremy Camp (17)[51]
18. MercyMe (17)[52]
19. Jars of Clay (16)[53]
20. Stryper (16)[54]
21. Switchfoot (16)[55]
22. CeCe Winans (15)[56]
23. Hillsong United (15)[57]
24. Phil Keaggy (15)[58]

### Künstler mit den meisten Nummer-eins-Alben
1. Michael W. Smith (16)[36]
2. Amy Grant (14)[35]
3. MercyMe (11)[52]
4. Lecrae (9)[59]
5. Passion (9)[43]
6. Steven Curtis Chapman (9)[40]
7. Casting Crowns (8)[46]
8. Chris Tomlin (8)[47]
9. Hillsong United (8)[57]
10. Hillsong Worship (7)[38]
11. Jeremy Camp (7)[51]
12. Newsboys (7)[41]
13. Third Day (7)[49]
14. Elevation Worship (6)[50]
15. Kirk Franklin (6)[60]
16. P.O.D. (6)[61]
17. Switchfoot (6)[55]
18. tobyMac (6)[48]
19. Bethel Music (5)[45]
20. Needtobreathe (5)[44]
21. Red (5)[62]
22. Relient K (5)[63]

### Nummer-eins-Alben in den Jahrescharts
- 2006: Alan Jackson – Precious Memories
- 2007: Various Artists – WOW Hits 2007
- 2008: Casting Crowns – The Altar and the Door
- 2009: Various Artists – WOW Hits 2009
- 2010: Casting Crowns – Until the Whole World Hears
- 2011: Chris Tomlin – And If Our God Is for Us …
- 2012: Casting Crowns – Come to the Well
- 2013: Various Artists – WOW Hits 2013
- 2014: Casting Crowns – Thrive
- 2015: Various Artists – WOW Hits 2015
- 2016: Joey + Rory – Hymns
- 2017: Lauren Daigle – How Can It Be
- 2018: Lauren Daigle – Look Up Child
- 2019: Lauren Daigle – Look Up Child
- 2020: Lauren Daigle – Look Up Child
- 2021: Kanye West – Donda[64]

### Dekadencharts
2010er-Jahre
1. Lauren Daigle – How Can It Be
2. Skillet – Awake
3. NF – Therapy Session

### Nummer-eins-Erfolge in den Billboard 200
Die folgenden Alben in den Top Christian Albums konnten die Spitze der Billboard 200 erreichen.
- Bob Carlisle – Butterfly Kisses (Shades of Grace)
- LeAnn Rimes – You Light Up My Life: Inspirational Songs
- tobyMac – Eye on It
- Chris Tomlin – Burning Lights
- Lecrae – Anomaly
- Kanye West – Jesus Is King
- Kanye West – Donda